# Ampére
Ampére este un oraș în Paraná (PR), Brazilia.